# Dalwhinnie Single Malt
Dalwhinnie er en skotsk single malt whisky, der har navn fra en lokal by. I 1897 blev destilleriet Strathspey grundlagt på stedet, men efter en konkurs blev det solgt og fik sit nuværende navn. Destilleriet ligger knap 370 meter over havet og er Skotlands højest beliggende. Mærket blev især kendt, efter det i 1988 blev markedsført som 1 af de 6 Classic Malts.

## Produktionen
Størstedelen af produktionen anvendes i en blended whisky, Black & White, så kun ca. 10% går til mærkevaren.

## Smag
Dalwhinnie er en mild og rund whisky, som umiddelbart ikke virker som stærk spiritus. Den har en blomsterlignede eftersmag og et strejf af honning. Det anbefales, at drikke den tør  eller med nogle få dråber vand.